# Scenes in Iceland
Scenes in Iceland è un cortometraggio muto del 1916. Il nome del regista non viene riportato nei credit del film, un documentario prodotto dalla Vitagraph.

## Produzione
Il film fu prodotto dalla Vitagraph Company of America.

## Distribuzione
Distribuito dalla General Film Company, il film - un cortometraggio di 100 metri - uscì nelle sale cinematografiche statunitensi il 15 maggio 1916. Nelle proiezioni, veniva programmato con il sistema dello split reel, accorpato in un'unica bobina con un altro cortometraggio prodotto dalla Vitagraph, la commedia A Lucky Tumble.